# Meghan, Duquesa de Sussex
Meghan, Duquesa de Sussex (Raquel Meghan Markle, em inglês Rachel Meghan Markle; Los Angeles, 4 de agosto de 1981) é uma ex-atriz norte-americana, aristocrata e membro da família real britânica por ser a esposa do príncipe Henrique, Duque de Sussex. Em seu casamento com Henrique (apelidado em inglês de Harry), ela teve dois filhos: os príncipes Archie e Lilibet de Sussex.
Nascida e criada em Los Angeles, na Califórnia, a sua carreira como atriz começou enquanto estudava na Universidade do Noroeste. Markle ficou conhecida pelo seu papel como Rachel Zane no drama jurídico americano Suits durante sete temporadas entre 2011 e 2017. Também ganhou reconhecimento por criar e lançar duas linhas de roupas da moda em 2015 e 2016.
Meghan Markle ficou noiva de Harry em 2017 e, após o casamento deles no ano seguinte, tornou-se Duquesa de Sussex. O seu filho, Archie Mountbatten-Windsor, nasceu em 2019 e a sua filha Lilibet Diana Mountbatten-Windsor em junho de 2021. Meghan e Harry deixaram o posto de membros seniores da família real e mudaram-se para o sul da Califórnia em 2020. Naquele mesmo ano eles lançaram a Archewell, uma organização pública americana que concentra-se em atividades sem fins lucrativos e empreendimentos de mídia criativa. Deram a justificação para deixar a família real dos media, Meghan e Harry lançaram Podcasts, deram entrevistas sobre a família real -  onde Meghan afirmou que o casal havia trocado votos num momento privado com o Arcebispo de Canterbury alguns dias antes da cerimónia oficial. Posteriormente, o Arcebispo esclareceu que esse momento não teve valor legal e que o casamento formal e juridicamente válido ocorreu a 19 de maio de 2018, como foi amplamente divulgado.- , programas de cozinha, livro e presença em galas. 

## Infância e educação
A duquesa de Sussex nasceu em 4 de agosto de 1981, em Canoga Park, Califórnia. Os seus pais divorciaram-se quando ela tinha seis anos. Meghan tem um relacionamento próximo com a sua mãe, Doria Ragland. O pai de Markle, Thomas Markle Sr., trabalhou como diretor de fotografia e iluminação para Married... with Children, e Meghan frequentemente visitava o set da série de televisão quando era criança. Ela está afastada de seus meios-irmãos paternos, Samantha Markle e Thomas Markle Jr.
Crescendo em Los Angeles, frequentou a Hollywood Little Red Schoolhouse. Aos 11 anos, escreveu para a Procter & Gamble para neutralizar o género de um comercial de sabão de lavar louça na televisão nacional. Três meses depois, a P&G mudou o comercial. Ela foi criada como protestante, mas formou-se na Imaculate Heart High School, uma escola católica só para meninas. Em 1999, foi admitida na Universidade do Noroeste (NU) em Evanston, Illinois, onde ingressou na fraternidade Kappa Kappa Gamma. Após o seu primeiro ano, estagiou na embaixada americana em Buenos Aires e considerou uma carreira política. No entanto, ela não obteve pontuação alta o suficiente no Teste de Oficial de Serviço Estrangeiro para prosseguir com o Departamento de Estado dos EUA, e voltou para a NU. Ela também participou num programa de estudos no exterior em Madrid. Em 2003, Meghan obteve o seu bacharelado com dupla especialização em teatro e estudos internacionais pela School of Communication da Universidade do Noroeste.

## Carreira de atriz

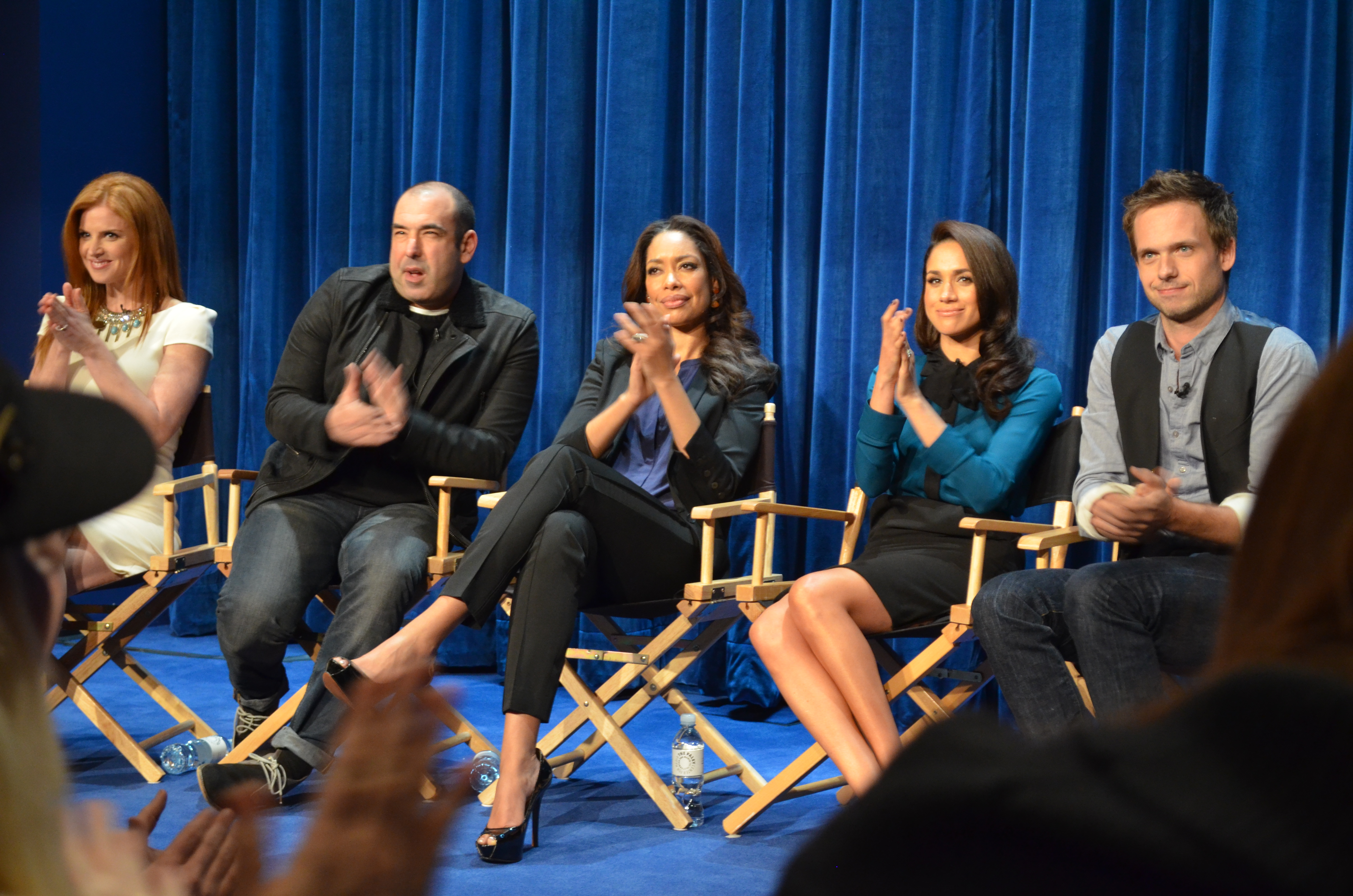
Markle e o elenco de Suits.

Markle teve algumas dificuldades em conseguir papéis no início da sua carreira devido a ser "etnicamente ambígua"; segunda ela porque "Eu não era negra o suficiente para os papéis negros e não era branca o suficiente para os brancos". Para sustentar-se entre trabalhos como atriz, trabalhou como calígrafa freelance e ensinou encadernação. A sua primeira aparição na tela foi num pequeno papel como enfermeira num episódio da novela diurna General Hospital. A Duquesa teve pequenos papéis especiais nos programas de televisão Century City (2004), The War at Home (2006) e CSI: NY (2006). Ela também fez vários contratos de atuação e modelagem, incluindo uma passagem como uma "garota de pasta" no game show dos EUA Deal or No Deal. Também apareceu na série Fringe, da Fox, como a agente júnior Amy Jessup nos dois primeiros episódios da sua segunda temporada.
Meghan apareceu nos filmes Get Him to the Greek, Remember Me e The Candidate em 2010 e no filme Horrible Bosses em 2011. Ela recebeu 187 000 dólares pelo seu papel em Remember Me e 171 429 dólares pelo papel no curta-metragem The Candidate. Em julho de 2011, juntou-se ao elenco da série Suits da USA Network, na qual permaneceu até o final de 2017 na sétima temporada. A sua personagem, Rachel Zane, começou como assistente jurídica e acabou tornando-se numa advogada. Enquanto trabalhava em Suits, Meghan vivia nove meses todos os anos em Toronto, no Canadá. A revista Fortune estimou que Markle recebeu 50 mil dólares por episódio, totalizando um salário anual equivalente a 450 mil dólares.

## Vida pessoal

#### Primeiro casamentos e divórcio
A 10 de setembro de 2011, Meghan casou-se pela primeira vez com o cineasta Trevor Engelson. A cerimónia ocorreu na pousada Jamaica Inn, localizada em Ocho Rios, na Jamaica. Eles separaram-se aproximadamente 18 meses depois do casamento e oficializaram o divórcio em agosto de 2013, citando diferenças irreconciliáveis. Enquanto Meghan gravava a série Suits em Toronto, Engelson trabalhava na cidade de Los Angeles, nos Estados Unidos. Devido a isso, os dois se separaram amigavelmente.

#### Casamento com o Príncipe Henrique

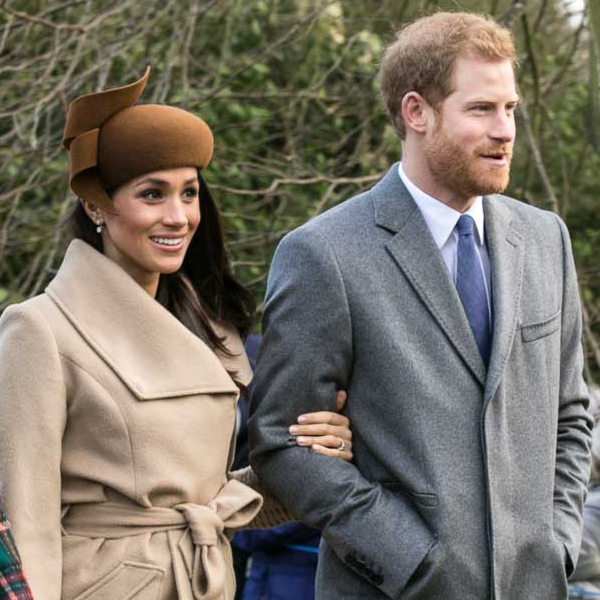
Markle e o príncipe Henrique, em dezembro de 2017, na primeira vez que foi vista junto a família real

O noivado de Meghan Markle com o príncipe Henrique foi anunciado a 27 de novembro de 2017 pelo pai de Henrique, Carlos, Príncipe de Gales. O anúncio gerou comentários geralmente positivos sobre ter uma pessoa mestiça como membro da família real, especialmente em relação aos países da Comunidade Britânica com populações de ancestrais mistos ou nativos. Meghan anunciou que se aposentaria da atuação, e começou o longo processo para se tornar uma cidadã britânica, que está sujeito a rígidas regras de imigração sobre viver fora do Reino Unido por mais de 90 dias.
Em preparação para o casamento, o arcebispo de Canterbury, Justin Welby, batizou-a e confirmou-a na Igreja da Inglaterra a 6 de março de 2018. A cerimónia privada, realizada com água do rio Jordão, ocorreu na capela Real no Palácio de St. James. A cerimónia pública de casamento foi realizada a 19 de maio na Capela de São Jorge, Castelo de Windsor, enquanto uma troca particular de votos ocorreu três dias antes a 16 de maio, com o arcebispo de Canterbury servindo como oficiante. Foi supostamente acordado com antecedência que os fundos excedentes gerados a partir da transmissão da cerimónia de casamento da BBC iriam para uma instituição de caridade escolhida pelo casal recém-casado. Em abril de 2020, a Feeding Britain (que fornece pacotes de alimentos para famílias em situação de pobreza alimentar) foi escolhida para receber 90 mil libras da BBC.

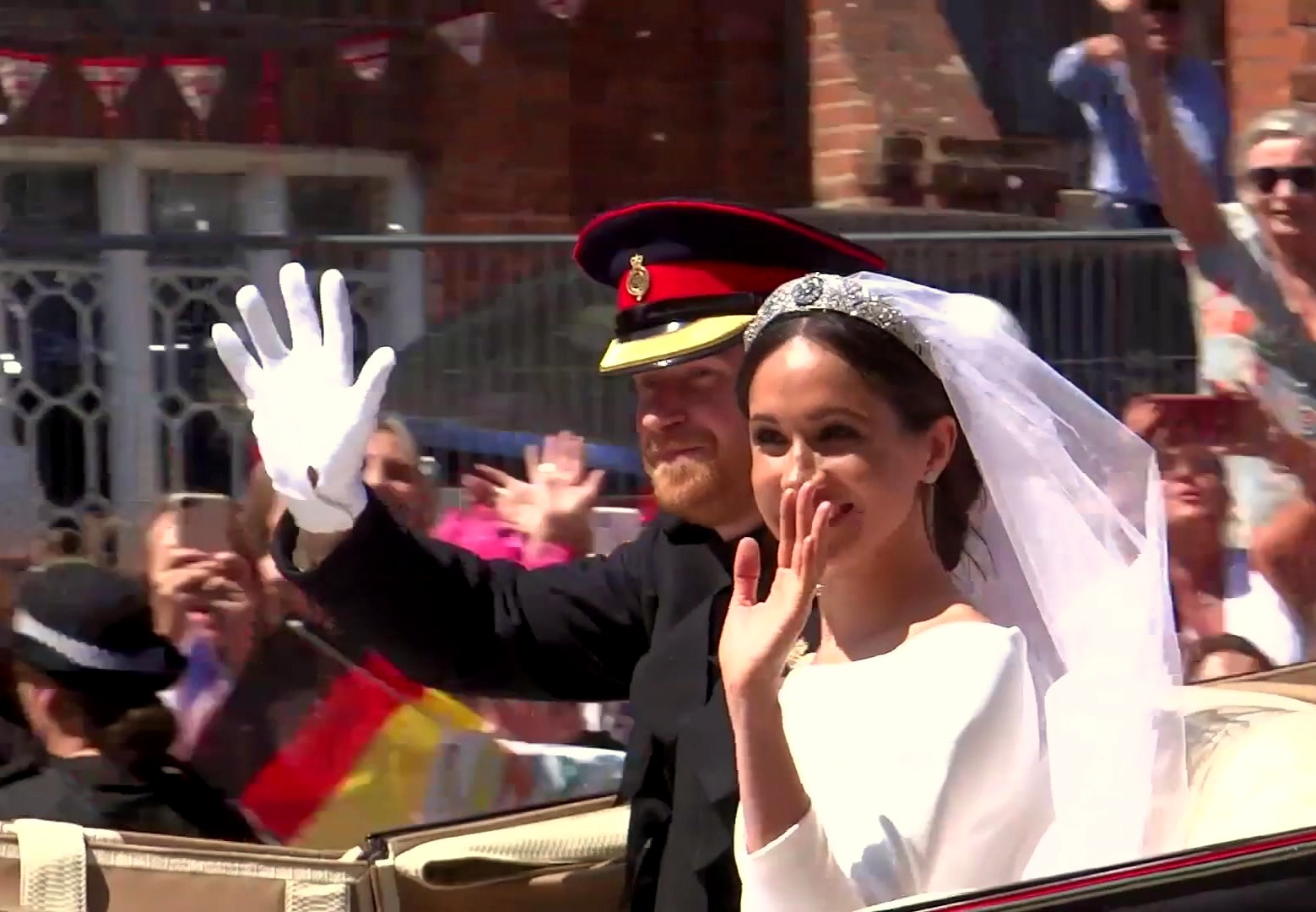
Príncipe Henrique e Meghan, no coche num cortejo no dia do seu casamento.

Após o casamento, os duques viveram em Nottingham Cottage, no palácio de Kensington, em Londres. Mais tarde, mudaram-se para Frogmore Cottage. Meghan deu à luz um filho, Archie Harrison Mountbatten-Windsor, em 6 de maio de 2019. O escritório do duque e da duquesa de Sussex mudou-se para o Palácio de Buckingham e foi oficialmente fechado a 31 de março de 2020, quando os Sussex cessaram os seus compromissos oficiais. Depois de alguns meses no Canadá e nos Estados Unidos, o casal comprou uma casa em junho de 2020 na antiga propriedade de Riven Rock em Montecito, Califórnia. No mês seguinte, Meghan sofreu um aborto espontâneo. A 14 de fevereiro de 2021, foi anunciado que Meghan estava grávida novamente. Na entrevista de Oprah com Meghan e Henrique em março seguinte, Harry anunciou que eles teriam uma filha, que nasceu em 04 de junho de 2021, na Califórnia, e recebeu o nome de Lilibet Diana Mountbatten-Windsor.

#### Ideologia política
A Rainha é constitucionalmente obrigada a agir de acordo com o conselho do governo; como tal, os membros da família real britânica são politicamente neutros por convenção. No entanto, Meghan era politicamente ativa antes de casar-se com o Príncipe Henrique. Ela apoiou Hillary Clinton durante a eleição presidencial dos Estados Unidos de 2016 e denunciou publicamente o oponente, Donald Trump. No mesmo ano, quando o referendo sobre a adesão do Reino Unido à União Europeia resultou em favor do Brexit, Markle expressou a sua decepção no Instagram. Como eleitora nos Estados Unidos, ela lançou um vídeo com seu marido, incentivando outras pessoas a se registrarem para votar na eleição presidencial dos Estados Unidos de 2020 no Dia Nacional de Registro de Eleitores. Alguns meios de comunicação interpretaram isso como um endosso implícito ao candidato democrata, Joe Biden, o que levou Donald Trump a rejeitar a sua mensagem numa entrevista coletiva.

## Moda e estilo

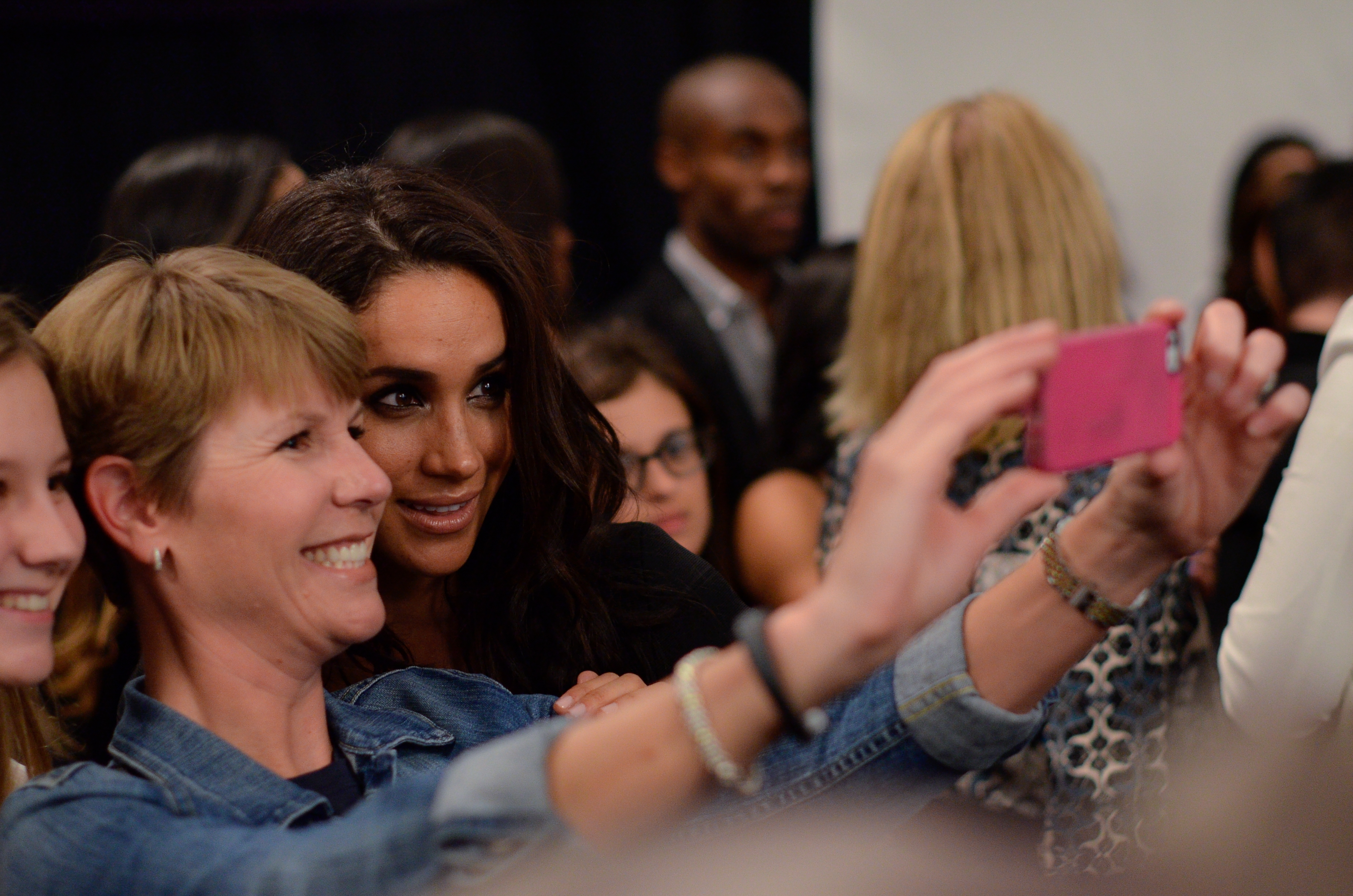
Meghan (3º a partir da esquerda) na New York Fashion Week em 2013.

Em 2014, Markle fundou o seu próprio blog de estilo de vida, The Tig. Ela escreveu sobre comida, moda, beleza, viagens e mulheres inspiradoras. O público espectador consistia principalmente de fãs de Markle e Suits. A promoção do blog em outras plataformas de mídia social atingiu 3 milhões de seguidores no Instagram, 800 mil no Facebook e 350 mil no Twitter. Em abril de 2017, The Tig fechou. Em janeiro de 2018, colocou todos os artigos off-line e excluiu as suas contas da mídia social. Estima-se que as atividades de mídia social de Markle renderam-lhe anualmente cerca de 80 mil dólares em endossos e patrocínios.
Tornou-se conhecida através do The Tig pelo seu senso de moda, lançando duas coleções de moda com a empresa de roupas canadianas Reitmans em 2015 e 2016. As linhas foram baseadas no seu estilo pessoal e de sua personagem em Suits. Markle citou Emmanuelle Alt como a sua inspiração de estilo.
Pouco depois de seu noivado com o príncipe Henrique em 2017, Markle despertou interesse no varejista escocês Strathberry depois de levar uma das suas bolsas para um evento público, uma indicação de que as suas escolhas de moda produziriam uma variação do efeito Kate Middleton. Após a primeira aparição de Meghan e o Príncipe Henrique como um casal, as marcas Mackage, Birks, R&R Jewelers, Crown Jewelers e Everlane notaram um aumento nos acessos e vendas nos seus sites. Especulou-se que o efeito de Markle seria mais amplo internacionalmente porque ela já tinha um forte apelo americano. Consequentemente, os Estados Unidos viram um aumento nas vendas de joias de ouro amarelo no primeiro trimestre de 2018.
Em 2018, a Tatler listou Meghan juntamente com outras mulheres da família real na sua lista das pessoas mais bem vestidas da Grã-Bretanha. Após o anúncio da sua gravidez, ela apareceu com um vestido Karen Gee que resultou no colapso do site do designer australiano. O website de moda Net-a-Porter classificou Meghan como uma das mulheres mais bem vestidas de 2018, e ela foi indicada para o Teen Choice Awards 2018 na categoria Choice Style Icon. Em 2019, a marca britânica Reiss relatou um crescimento nos lucros depois que Meghan foi vista usando um minivestido da marca no Dia Internacional da Mulher. Em 2022, ela foi nomeada como uma das 50 Mulheres que Mudam o Mundo no ano passado pela revista Worth.

## Vida pública

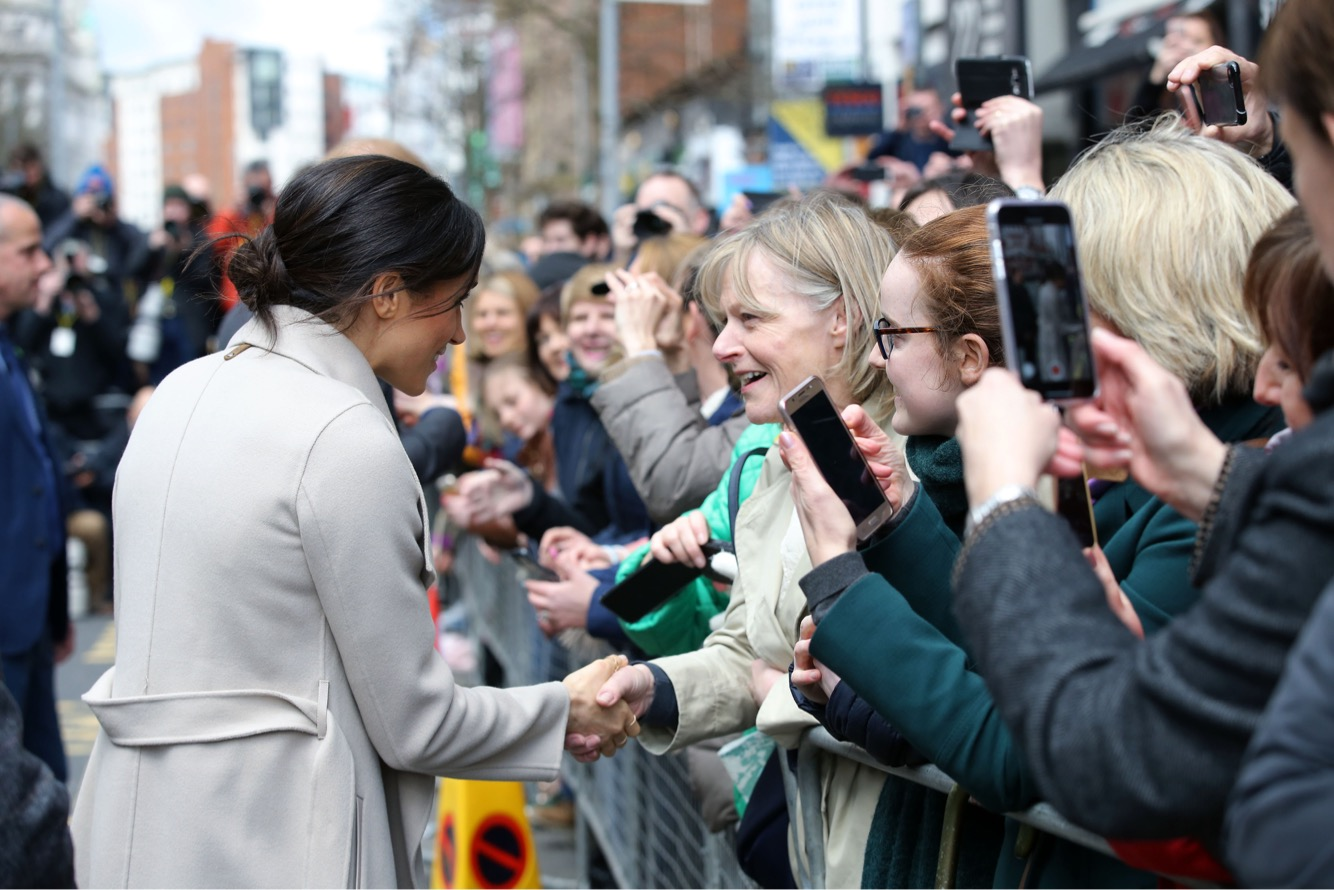
Markle cumprimentando o público em Belfast, em março de 2018

Depois de ficar noiva, a primeira aparição pública oficial da duquesa com o Príncipe Henrique foi uma caminhada do Dia Mundial da SIDA em Nottingham em 1 de dezembro de 2017. Em 12 de março, a celebração do dia da Commonwealth de 2018 na Abadia de Westminster foi o primeiro evento real onde ela compareceu com a Rainha. A 23 de março, Henrique e Meghan fizeram uma visita não anunciada à Irlanda do Norte. No total, Meghan compareceu a 26 compromissos públicos antes do casamento. O primeiro noivado oficial de Meghan após o casamento foi a 22 de maio, quando ela e o seu marido compareceram a uma festa no jardim para celebrar o trabalho de caridade do Príncipe de Gales.
Em julho de 2018, a primeira viagem oficial de Meghan ao exterior como membro da realeza foi a Dublin, na Irlanda, ao lado de Henrique. Em outubro de 2018, o duque e a duquesa viajaram para Sydney, Austrália, para os Jogos Invictus de 2018. Isso fez parte de uma digressão pelo Pacífico que incluiu Austrália, Fiji, Tonga e Nova Zelândia. Como representante da rainha, o casal foi saudado calorosamente por uma multidão em Sydney, e o anúncio da gravidez de Meghan horas após sua chegada encantou o público e a mídia. Durante a sua visita ao Marrocos em fevereiro de 2019, o Duque e a Duquesa concentraram-se em projetos no "empoderamento das mulheres, educação das meninas, inclusão e incentivo ao empreendedorismo social". Por outro lado, é notado que Meghan participou no trabalho do seu marido como embaixadora da juventude na Comunidade, que incluiu viagens ao exterior.

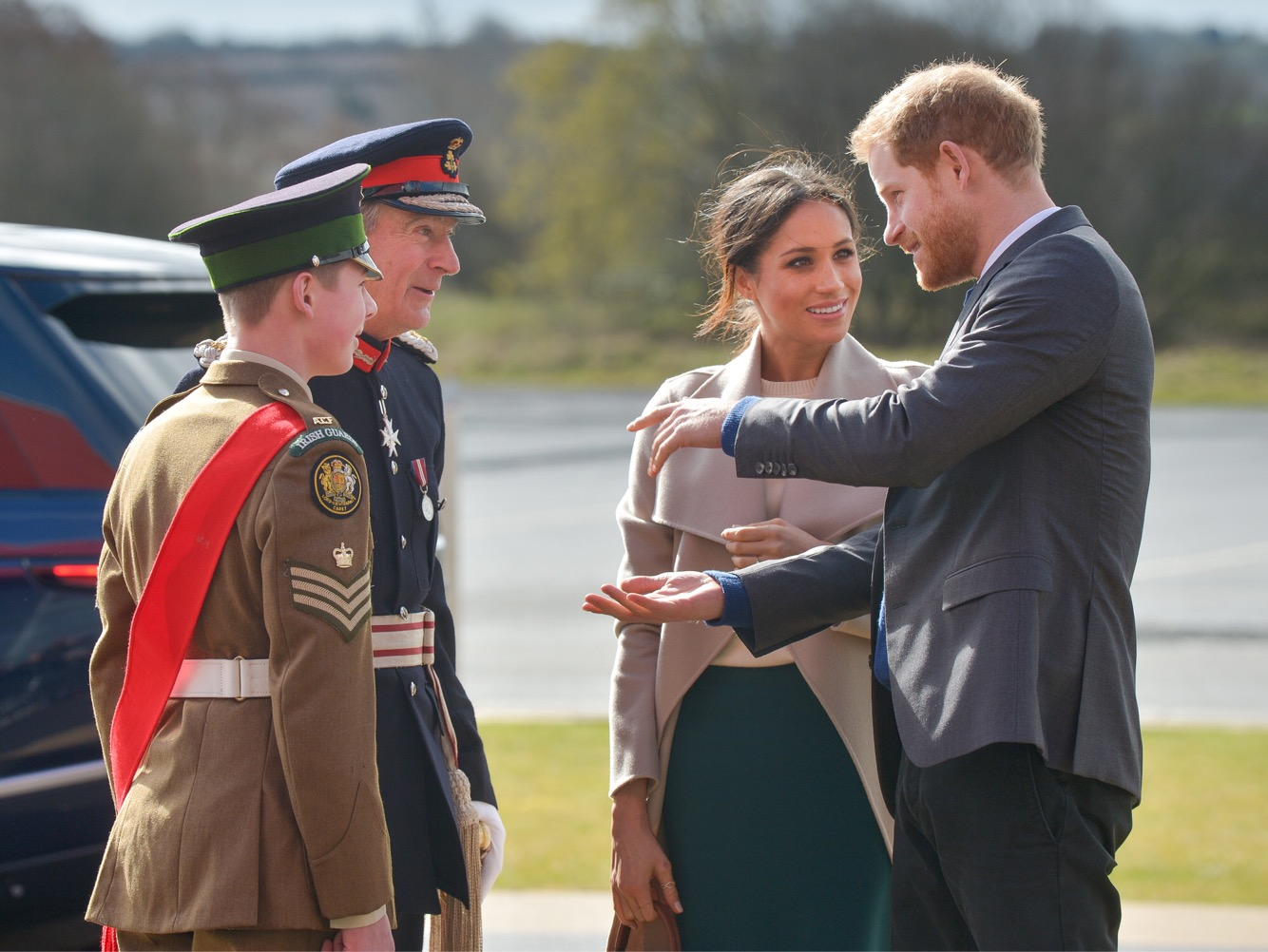
O Duque e a Duquesa de Sussex na sua primeira visita à Irlanda do Norte.

O Duque e a Duquesa criaram uma conta de mídia social no Instagram, que quebrou o recorde de conta mais rápida para alcançar 1 milhão de seguidores até aquele momento. Em agosto de 2019, Meghan e o seu marido foram criticados por ativistas ambientais por usarem jatos particulares regularmente nas suas viagens pessoais ao exterior, o que deixaria mais pegada de carbono por pessoa em comparação com os aviões comerciais. As críticas estavam de acordo com as reações que a família real enfrentou em junho de 2019, depois que foi revelado que eles "duplicaram a pegada de carbono nas viagens de negócios".
Em setembro e outubro de 2019, uma digressão pela África Austral incluiu Malawi, Angola, África do Sul e Botswana. Como o filho pequeno, Archie, viajou com os Sussex, esta foi "sua primeira viagem oficial como uma família".

### Renuncia às funções reais
O descontentamento dos Sussex com o escrutínio desfavorável da mídia cresceu em 2019. Em maio de 2019, o Splash News emitiu um pedido de desculpas formal a Henrique e sua esposa por enviar fotógrafos para a sua residência particular em Cotswolds, o que colocou em risco a sua privacidade. A agência também concordou em pagar uma quantia "substancial" de danos e custos legais associados ao caso.
No final de sua digressão pelos países da África Austral, em setembro e outubro de 2019, o casal anunciou no seu website oficial, Sussex Royal, que Meghan estava a processar o The Mail on Sunday e o MailOnline por causa da publicação de uma carta pessoal que ela havia enviado ao pai. Setenta e duas parlamentares britânicas enviaram uma carta pública de apoio à duquesa, condenando os "tons coloniais desatualizados" na imprensa.
Devido à difícil relação com a imprensa, o casal resolveu passar um tempo na América do Norte, tendo a Hola escrito em 28 de outubro de 2019 que o casal queria se afastar por algum tempo do foco mediático.
Depois de passar seis semanas no Canadá, a imprensa já especulava que o casal se mudaria para a América do Norte. A revista Hola escreveu no dia 28 de outubro de 2019: "a viagem dos Duques de Sussex aos Estados Unidos: um descanso ou a antessala de uma mudança?" Já no dia 7 de janeiro de 2020, o Daily Mail escreveu que Henrique e Meghan estavam discutindo seus papéis como membros "sénior" da família real e planeando uma mudança para o Canadá, ao que o Palácio teria respondido se tratar de "especulações".

#### Megxit: a renúncia
O que a imprensa e o público chamaram de Megxit, a junção do termo "Meghan" e "Brexit", começou em 8 de janeiro de 2020, quando o duque e a duquesa anunciaram que estavam a deixar o papel de membros seniores da família real e que equilibrariam a sua rotina entre o Reino Unido e a América do Norte. O casal também disse que buscaria independência financeira, continuando a apoiar as suas instituições de caridade e a rainha Isabel II do Reino Unido.
No entanto, três horas após o anúncio, o Palácio de Buckingham divulgou um anúncio onde se lia: "as discussões com o Duque e a Duquesa de Sussex estão num estágio inicial. Entendemos seu desejo de tomar um rumo diferente, mas estas são questões complicadas que levarão tempo para serem resolvidas", o que deixou claro que havia um choque entre a vontade do casal e a dos demais membros do alto escalão da família real.
No dia 10 de janeiro, os meios de comunicação britânicos e de outros países reportaram que a rainha Isabel II havia convocado uma reunião emergencial para segunda-feira, dia 13. Segundo alguns veículos de comunicação, fontes do Palácio de Buckingham teriam confirmado a informação.
Já no dia 13, à tarde, o Palácio de Buckingham anunciou oficialmente que após uma reunião familiar "muito construtiva", a rainha havia concordado com um "período de transição" para que o casal pudesse dividir o seu tempo entre o Canadá e o Reino Unido. Em resumo, o anúncio dizia que a família real apoiava o desejo de Henrique e Meghan de terem uma nova vida, mas que a família real teria preferido que eles continuassem a trabalhar na Casa Real em tempo integral. Também foi enfatizado que o casal não queria depender de dinheiro público e que havia sido acordado que o Duque e a Duquesa teriam um "tempo de transição". "São assuntos complexos para resolver e há muito trabalho a ser feito, mas pedi que as decisões finais sejam tomadas nos próximos dias", dizia o anúncio no final, em nome da Rainha.
Dias depois, no dia 18 de janeiro, o Palácio de Buckingham anunciou oficialmente que, após conversações, havia sido decidido que Henrique e Meghan não teriam mais funções oficiais, não representariam mais a Rainha Isabel II e não usariam mais o título de Sua Alteza Real (His/Her Royal Highness - HRH).
O último evento oficial com a participação do casal foi no dia 9 de março de 2020, numa cerimónia, com a família real, pelo Dia da Commonwealth na Abadia de Westminster.
Em 19 de fevereiro de 2021 a Casa Real anunciou, através de um comunicado, que "o Duque e a Duquesa de Sussex confirmaram a Sua Majestade, a Rainha, que não retornarão como membros ativos da família real". Era o fim do período de transição (Spring Transiton) e, com isto, o anúncio também comunicava que o casal não poderia mais continuar com as responsabilidades e deveres inerentes a uma vida de serviço público e que, portanto, as nomeações militares honorárias e patrocínios reais detidos pelo Duque e a Duquesa teriam que ser devolvidas à Rainha, que as redistribuiria a outros membros da família real.
Com o fim da Transição da Primavera, Meghan perdeu as patronagens da The Queen's Commonwealth Trust, The Rugby Football Union, The Rugby Football League, The Royal National Theatre e The Association of Commonwealth Universities.
Até fevereiro de 2021, Meghan e Henrique permaneceram presidente e vice-presidente, respectivamente, do The Queen's Commonwealth Trust (QCT). Periodicamente, sessões de bate-papo online do QCT eram carregadas no YouTube para visualização do público em geral.

### Atividades após o Megxit
Em junho de 2020, eles assinaram com a Harry Walker Agency, propriedade da empresa de mídia Endeavor, para realizar palestras em público. Em setembro de 2020, os Sussex assinaram um acordo comercial privado com a Netflix "para desenvolver séries, filmes, documentários e programação infantil com e sem roteiro". Estes contratos foram descritos como milionários, sendo o com a Netflix estimado em cerca de 150 milhões de dólares. Em dezembro de 2020, foi anunciado que ela havia investido na Clevr Blends, uma empresa de café com sede no sul da Califórnia. No mesmo mês, Meghan e Henrique assinaram um contrato de vários anos com o Spotify para produzir e hospedar os seus próprios programas por meio da sua produtora de áudio, a Archewell Audio. O episódio de estreia do podcast, um especial de férias, foi lançado no serviço em dezembro de 2020.

## Descendência
| Imagem | Nome                        | Nascimento         |
| ------ | --------------------------- | ------------------ |
|        | Archie Mountbatten-Windsor  | 6 de maio de 2019  |
|        | Lilibet Mountbatten-Windsor | 4 de junho de 2021 |

## Trabalho de caridade e ativismo

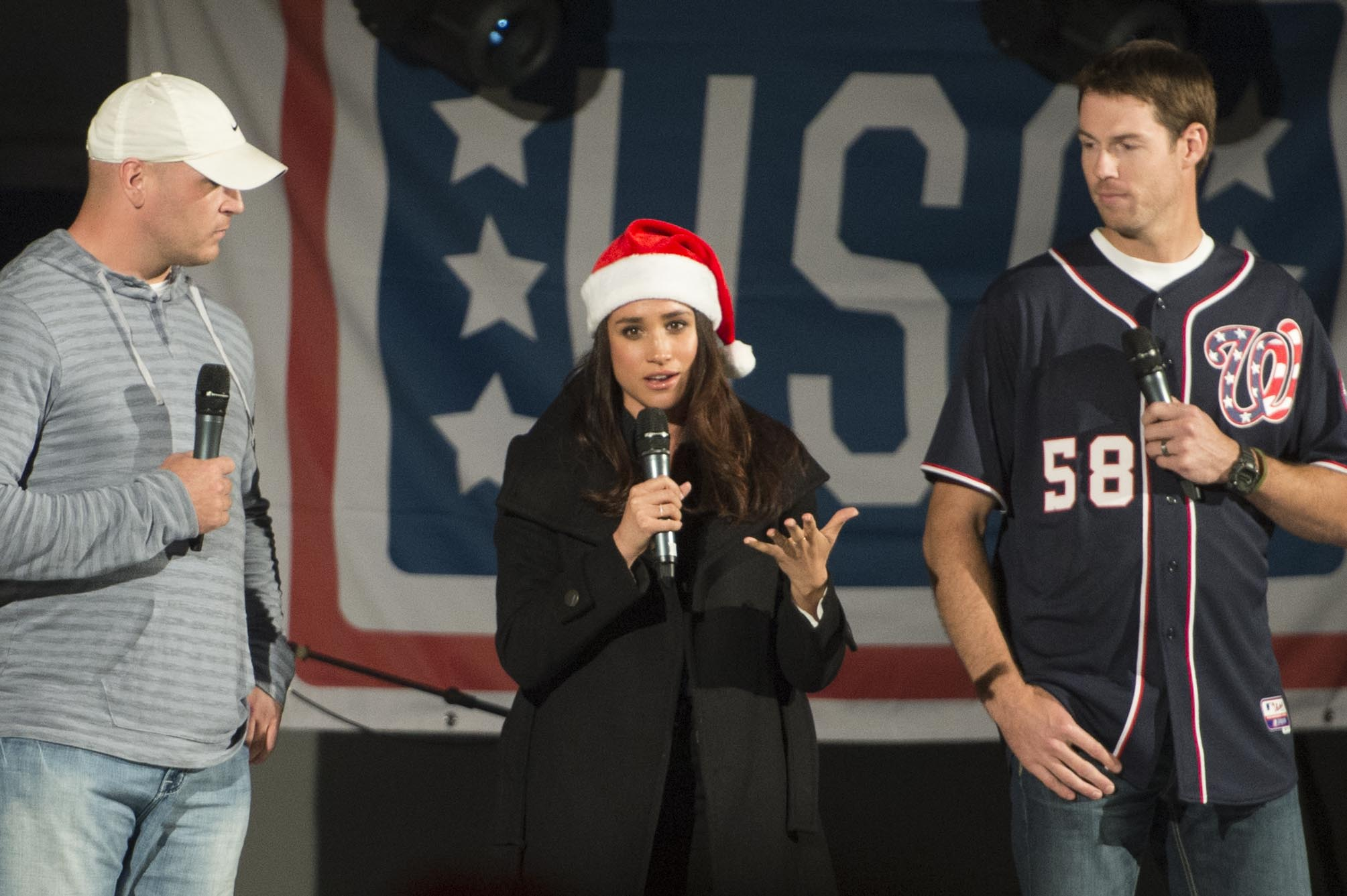
Markle discursando para o público durante um show USO na Estação Naval Rota, Espanha, 6 de dezembro de 2014.

Em 2016, Markle tornou-se embaixadora global da World Vision Canada, uma instituição de caridade que trabalha para melhorar as vidas das crianças de todo o mundo, e viajou para Ruanda no âmbito da campanha "Clean Water". Também trabalha com a "Entidade para Igualdade de Gênero e Emancipação das Mulheres" das Nações Unidas e, em setembro de 2014, viajou para o Afeganistão no âmbito da campanha HeforShe.
Markle foi conselheira da instituição de caridade Um Mundo Jovem e discursou na sua gala anual em Dublin em 2014 sobre a igualdade de género e a escravidão moderna. Também participou na cimeira da instituição em Ottawa em 2016. Em 2016, depois de uma viagem à Índia focada em aumentar a conscientização sobre os problemas das mulheres, ela escreveu um artigo para a revista Time sobre estigmatização de mulheres em relação à saúde menstrual. Ela também trabalhou com a Entidade das Nações Unidas para a Igualdade de Gênero e o Empoderamento das Mulheres como advogada da organização. A duquesa considera-se uma feminista e disse que pretendia usar o seu papel como membro da família real para continuar a apoiar os direitos das mulheres e a justiça social. Em 2017, Meghan juntou-se ao príncipe Henrique numa parceria com a instituição de caridade Elephants Without Borders para ajudar nos esforços de conservação que ocorrem em Botsuana.
Em 2019, a Duquesa tornou-se colaboradora e editora convidada da edição de setembro da revista British Vogue e destacou os trabalhos de 15 mulheres de diferentes áreas, que foram descritas como "Forças de Mudança". Na mesma edição, foi revelado que ela havia colaborado com várias lojas de moda britânicas para lançar uma coleção no final de 2019 para beneficiar a instituição de caridade Smart Works, da qual ela é patrocinadora. A coleção deve ajudar "mulheres desempregadas e em desvantagem", através da venda de itens "individualmente, o que significa que um item é doado para cada item comprado".

### Patrocínios e interesses
De janeiro de 2019 a fevereiro de 2021, Meghan foi patrocinadora do National Theatre de Londres e da Association of Commonwealth Universities. Ela continua sendo uma patrocinadora particular da Smart Works e Mayhew. De março de 2019 a fevereiro de 2021, foi vice-presidente do The Queen's Commonwealth Trust. Em outubro de 2019, Meghan fez um anúncio no Public Health England com outros membros da família real para o programa de saúde mental "Every Mind Matters".
Em 2019, foi colaboradora e editora convidada da edição de setembro da Vogue britânica e destacou os trabalhos de 15 mulheres de diferentes áreas, que foram descritas como "Forças pela Mudança". Edward Enninful, editor-chefe da Vogue britânica, mais tarde revelou que a edição havia se tornado a "edição mais vendida na história da Vogue britânica". Na mesma edição, foi anunciado que ela havia colaborado com várias casas de moda e lojas britânicas para lançar uma coleção cápsula, chamada The Smart Set, em setembro de 2019, para beneficiar a instituição de caridade Smart Works. A coleta buscou ajudar "mulheres desempregadas e desfavorecidas", por meio da venda de itens "um por um, ou seja, um item é doado para cada item comprado". Aproveitando o "efeito Meghan" (impulsionando as compras do consumidor), em 10 dias a coleção forneceu roupas de um ano para a caridade.

### Sussex Royal e Archewell
Em fevereiro de 2018, Markle e o noivo Henrique participaram do primeiro fórum anual da The Royal Foundation. Após o casamento, Meghan tornou-se a quarta patronesse da fundação ao lado do príncipe Henrique, do príncipe William e da sua esposa, Catarina, Duquesa de Cambridge. Em junho de 2019, foi anunciado que Henrique e Meghan iriam deixar a instituição de caridade e estabeleceriam a sua própria fundação. No entanto, os casais colaboram em projetos mútuos, como a iniciativa de saúde mental Heads Together. No mês seguinte, "Sussex Royal A Fundação do duque e da duquesa de Sussex" foi registrada na Inglaterra e no País de Gales. No entanto, foi confirmado a 21 de fevereiro de 2020 que "Sussex Royal" não seria usada como uma marca para o casal após o seu afastamento da vida pública como membros da realeza. A 5 de agosto de 2020, a Sussex Royal Foundation foi renomeada para "MWX Foundation" e dissolvida no mesmo dia.
Em março de 2021, foi relatado que a Comissão de Caridade para a Inglaterra e País de Gales estava conduzindo uma revisão da organização Sussex Royal num "caso regulatório e de conformidade" sobre a sua conduta sob a lei de caridade durante a dissolução. Representantes do casal alegaram que a Sussex Royal era "administrada por um conselho de curadores" e que a "sugestão de má administração" dirigida exclusivamente ao duque e à duquesa seria incorreta.
Em abril de 2020, Meghan e Henrique confirmaram que uma fundação alternativa (no lugar da Sussex Royal) seria chamada de "Archewell". O nome deriva da palavra grega "arche", que significa "fonte de ação", a mesma palavra que inspirou o nome do seu filho. A Archewell foi registrada nos Estados Unidos. O seu site foi lançado oficialmente em outubro de 2020.

## Privacidade e mídia
Em 2018, a revista Time incluiu Meghan na sua lista das 100 pessoas mais influentes do mundo e colocou-a na sua lista para Pessoa do Ano. Ela também foi escolhida como uma das mulheres mais influentes do Reino Unido pela revista Vogue britânica. A sua influência também foi reconhecida nas edições de 2019 e 2020 da Powerlist, os 100 britânicos mais influentes de ascendência africana e afro-caribenha.
Em maio de 2019, a Splash News emitiu um pedido formal de desculpas aos Sussex por enviar fotógrafos para a sua residência em Cotswolds, o que colocou em risco a sua privacidade. A agência também concordou em pagar uma soma "substancial" de danos e custas judiciais associadas ao caso. Em janeiro de 2020, os advogados do duque e da duquesa emitiram um aviso legal à imprensa em geral depois que as fotos dos paparazzi foram publicadas na mídia.
No final da viagem aos países da África Austral em setembro e outubro de 2019, descobriu-se que Meghan estava processando o The Mail on Sunday e MailOnline por suposta violação de privacidade, violação de direitos autorais e violação da Lei de Proteção de Dados 2018 sobre a publicação de uma carta que ela mandou para seu pai. Embora Meghan tenha perdido o primeiro turno do caso na Suprema Corte de Justiça com o Daily Mail e tenha sido condenada a pagar as custas judiciais, a Suprema Corte concedeu uma sentença sumária a seu favor em fevereiro de 2021. A 2 de março, o Daily Mail e o Mail on Sunday foram condenados a pagar a Meghan 90% das despesas legais estimadas em 1,88 milhão de libras. A 5 de março, o Mail on Sunday foi ordenado por um juiz da Suprema Corte a publicar uma declaração na primeira página sobre a vitória de Meghan no caso contra o jornal, e o MailOnline foi instruído a ter a declaração na sua página inicial por uma semana. Espera-se que as questões relacionadas com a propriedade exclusiva da carta sejam debatidas no final do ano.
Em março de 2020, o casal levou a Splash UK ao tribunal depois de Meghan e o filho terem sido fotografados sem permissão durante uma "excursão particular da família" enquanto permaneciam no Canadá. O caso foi resolvido mais tarde naquele ano, com a Splash UK concordando em não tirar mais fotos sem a autorização da família. A 20 de abril de 2020, o duque e a duquesa anunciaram que não iriam mais cooperar com o Daily Mail, o Sun, o Mirror e o Express. Em julho de 2020, Meghan lançou uma ação legal conjunta com o marido contra um indivíduo não identificado por tirar fotos do seu filho em Los Angeles. A agência de notícias americana X17 apresentou um pedido de desculpas. Também concordou em reembolsar parte dos honorários advocatórios da outra parte, entregar as fotos em mãos, destruir todas as cópias em sua posse e interromper a distribuição das imagens.
Em março de 2021, o The Times relatou que uma queixa de intimidação foi feita durante o mandato de Meghan como trabalhadora real pelo seu secretário de imprensa, Jason Knauf, que alegou que a sua conduta fez com que dois assistentes pessoais deixassem os seus cargos na casa real e minou o moral de um terceiro funcionário. As preocupações foram alegadamente comunicadas posteriormente a Simon Case, secretário particular do príncipe William, para encorajar o Palácio de Buckingham a proteger os funcionários. O Telegraph também relatou que Meghan discutiu com a sua equipe sobre as sugestões de que seria uma violação do protocolo real para ela manter roupas gratuitas que foram enviadas a ela por designers importantes. No dia seguinte, o Palácio de Buckingham anunciou uma investigação sobre as denúncias de bullying no local de trabalho, e que supostamente estaria conversando com pelo menos cinco pessoas supostamente afetadas pela conduta de Meghan.
Separadamente, foi alegado que Meghan usou duas vezes brincos que foram presenteados pelo príncipe herdeiro saudita Mohammed bin Salman em 2018, depois que ele foi acusado de cumplicidade no assassinato de Jamal Khashoggi. Representantes da duquesa declararam que ela "não estava ciente das notícias" do suposto envolvimento de Salman no assassinato de Khashoggi na época. As pessoas mais tarde relataram que os brincos foram dados como presente de casamento em março de 2018 da família real saudita e eram propriedade da Coroa. Meghan descreveu o relatório do The Times na íntegra como "desinformação enganosa e prejudicial" e denunciou o bullying.
Meghan e o seu marido foram entrevistados por Oprah Winfrey numa entrevista especial de televisão para a Columbia Broadcasting System (CBS), transmitida no dia 7 de março de 2021. Meghan falou sobre "entrar na vida como uma realeza, casamento, maternidade" e "como ela está lidando com a vida sob intensa pressão pública". Ela discutiu a possibilidade de suicídio durante o seu tempo como membro da família real e falou sobre a falta de proteção dela e do seu filho enquanto faziam parte da instituição real. Henrique juntou-se a ela mais tarde, e a dupla falou sobre as dificuldades iniciais associadas à mudança para os Estados Unidos em 2020 e os planos para o futuro.

## Títulos e estilos
Com o seu casamento com o príncipe Henrique, Meghan tornou-se a "Duquesa de Sussex", a "Condessa de Dumbarton" e também a "Baronesa Kilkeel", bem como obteve o direito ao tratamento de "Sua Alteza Real" oficialmente. Ela é estilizada como "Sua Alteza Real a Duquesa de Sussex", sendo a primeira mulher a utilizar esse título.
- 04 de agosto de 1981 – 10 de setembro de 2011: Senhorita Rachel Meghan Markle
- 10 de setembro de 2011 – 31 de agosto de 2013: Senhora Trevor Jed Engelson
- 31 de agosto de 2013 – 19 de maio de 2018: Senhora Rachel Meghan Markle
- 19 de maio de 2018 – 31 de março de 2020: Sua Alteza Real, a Duquesa de Sussex
  - Na Escócia: Condessa de Dumbarton[201]
  - Na Irlanda do Norte: Baronesa Kilkeel[201]

- 31 de março de 2020 – presente: Meghan, Duquesa de Sussex
  - Na Escócia: Meghan, Condessa de Dumbarton[201]
  - Na Irlanda do Norte: Meghan, Baronesa Kilkeel[201]

Quando de seu casamento, Meghan passou a ter o tratamento de Sua Alteza Real, a Princesa Henrique de Gales, Duquesa de Sussex, Condessa de Dumbarton, Baronesa Kilkeel. Após ela e seu marido deixarem os deveres reais, eles perderam o direito de usar estilo de Sua Alteza Real, passando a utilizar o título de "Meghan, Duquesa de Sussex".

## Filmografia
Meghan, quando atriz, teve uma longa carreira, atuando nos seguintes filmes e séries:

### Televisão
| Ano       | Título                                   | Papel                           | Notas |
| --------- | ---------------------------------------- | ------------------------------- | --- |
| 2002      | General Hospital                         | Jill                            | 1 episódio                                                                                                   |
| 2004      | Century City                             | Natasha                         | "A Mind is a Terrible Thing to Lose" (temporada 1: episódio 4)                                               |
| 2005      | Cuts                                     | Cori                            | "My Boyfriend's Back" (temporada 1: episódio 5)                                                              |
| 2005      | Love, Inc.                               | Teresa Santos                   | "One on One" (temporada 1: episódio 9)                                                                       |
| 2006      | Um Contra Cem                            | Ela mesma                       | Membro da multidão número 7                                                                                  |
| 2006      | The War at Home                          | Susan                           | "The Seventeen-Year Itch" (temporada 1: episódio 17)                                                         |
| 2006      | CSI: NY                                  | Veronica Perez                  | "Murder Sings the Blues" (temporada 3: episódio 7)                                                           |
| 2006      | Deceit                                   | Gwen                            | Filme para televisão                                                                                         |
| 2007      | Deal or No Deal                          | Ela mesma                       | Carregadora da caixa #24; 4 episódios                                                                        |
| 2008      | 90210                                    | Wendy                           | "We're Not in Kansas Anymore" (temporada 1: episódio 1) "The Jet Set" (temporada 1: episódio 2)              |
| 2008      | 'Til Death                               | Tara                            | "Joy Ride" (temporada 3: episódio 2)                                                                         |
| 2009      | Knight Rider                             | Annie Ortiz                     | "Fight Knight" (temporada 1: episódio 14)                                                                    |
| 2009      | Without a Trace                          | Holly Shepard                   | "Chameleon" (temporada 7: episódio 15)                                                                       |
| 2009      | Fringe                                   | Agente Júnior do FBI Amy Jessup | "A New Day in the Old Town" (temporada 2: episódio 1) "Night of Desirable Objects" (temporada 2: episódio 2) |
| 2009      | The League                               | Meghan                          | "The Bounce Test" (temporada 1: episódio 2)                                                                  |
| 2010      | CSI: Miami                               | Oficial Leah Montoya            | "Backfire" (temporada 8: episódio 20)                                                                        |
| 2010      | The Boys and Girls Guide to Getting Down | Dana                            | Telefilme |
| 2011–2018 | Suits                                    | Rachel Zane                     | Protagonista, personagem regular                                                                             |
| 2012      | Castle                                   | Charlotte Boyd/Sleeping Beauty  | "Once Upon a Crime" (temporada 4: episódio 17)                                                               |
| 2014      | Extant                                   | Garota na mesa                  | "Extinct" (temporada 1: episódio 2)                                                                          |
| 2014      | When Sparks Fly                          | Amy Peterson                    | Telefilme |
| 2016      | Dater's Handbook                         | Cassandra Brand                 | Telefilme |

### Cinema
| Ano  | Título                | Papel               | Notas                                                              |
| ---- | --------------------- | ------------------- | ------------------------------------------------------------------ |
| 2005 | A Lot Like Love       | Passageira no avião |                                                                    |
| 2010 | Get Him to the Greek  | Tatiana             | Não creditada.                                                     |
| 2010 | Remember Me           | Megan               |                                                                    |
| 2010 | The Candidate         | Kat                 | Curta-metragem                                                     |
| 2011 | Horrible Bosses       | Jamie               |                                                                    |
| 2012 | Dysfunctional Friends | Terry               |                                                                    |
| 2015 | Anti-Social           | Kirsten             |                                                                    |
| 2020 | Elephant              | Narradora           | Documentário Disneynature Creditada como Meghan, Duquesa de Sussex |

- Este artigo foi inicialmente traduzido, total ou parcialmente, do artigo da Wikipédia em inglês cujo título é «Meghan, Duchess of Sussex».